# Храм Ониаса
Храм О́ниаса (также Храм О́нии) — храм еврейских колонистов в Эллинистическом Египте. Был возведён Онией IV, сыном первосвященника, с разрешения Птолемея VI Филометра в городе Леонтополисе около 154 года до н. э. — как копия меньшего масштаба с Первого Иерусалимского храма. Просуществовал с середины II века до н. э. до 73 года н. э., когда был разрушен по приказу римского императора Веспасиана.

## История

### Предыстория
По всей видимости, вскоре после разрушения вавилонянами Первого Иерусалимского храма еврейские колонисты в Элефантине (см. элефантинские папирусы) соорудили там храм Бога Израиля. Во всяком случае, когда в 525 году до н. э., персидский царь Камбис II завоевал Древний Египет, храм в Элефантине уже существовал. Здание было разрушено в 410 году до н. э.

### Возведение (середина II века до н. э.)
Значительно позднее, в середине II века до н. э., в правление Птолемея VI Филометора, Ония IV из рода иерусалимских первосвященников основал храм в Леонтополисе (в Нижнем Египте), называемый храмом Онии (ивр. בֵּית חוֹנִיוֹ‎).
Существуют различные гипотезы относительно причин создания этого святилища.
1. Согласно одному предположению, Ония полагал, что Иерусалимский храм потерял свою святость вследствие его осквернения Антиохом IV Эпифаном;
2. согласно другому, Ония был против назначения Хасмонеев на жреческие должности;
3. однако наиболее вероятно, что он хотел создать центр еврейской диаспоры Египта.

Кеннет Шенк указывает, что Ония был законным наследником места первосвященника в Иерусалиме, однако его отец, Ония III, был отстранён от должности, а потом убит.
Храм Онии был построен наподобие Иерусалимского храма, однако отличался от него в деталях. Всё время существования храма Онии службу в нём вели Ония и его сыновья. Священная утварь в нём была такой же, что и в Иерусалиме, с тем лишь исключением, что вместо стоявшей на полу Меноры использовалась подвесная.
Храм в Леонтополисе несколько раз упоминается у Иосифа Флавия, и из этих упоминаний можно заключить, что евреи Египта, приносившие там жертвы, не рассматривали этот храм как равный по святости Иерусалимскому. В еврейской литературе Египта того времени почти нет упоминаний о Доме Онии, тогда как жертвоприношениям в Иерусалимском храме посвящены многие страницы.

### Упоминания в Талмуде
В Талмуде отношение к храму Ониаса неоднозначно: некоторые законоучители считали, что жертвоприношения там были идолопоклонством, в то время как другие полагали, что, хотя эти жертвоприношения неправомочны, тем не менее они приносились Богу Израиля. Во всяком случае, священникам этого святилища отказывается в праве служить в Иерусалимском храме.

### Разрушение (73 год)
Храм Онии недолго просуществовал после разрушения Второго Храма и был разрушен в 73 году н. э. по приказу императора Веспасиана.